# Masterful Mystery Tour
Masterful Mystery Tour è il secondo album in studio del gruppo statunitense Beatallica, pubblicato nel 2009. Esso contiene 12 tracce ricavate dalle combinazioni di canzoni dei Beatles e dei Metallica.

## Tracce
1. The Battery of Jaymz and Yoko – 4:32
2. Masterful Mystery Tour – 3:27
3. Fuel on the Hill – 3:54
4. And I'm Evil – 2:43
5. Everybody's Got a Ticket to Ride Except for Me and My Lightning – 4:46
6. Running for Your Life – 3:33
7. The Thing That Should Not Let It Be – 5:04
8. Hero of the Day Tripper – 3:22
9. Got to Get You Trapped Under Ice – 2:36
10. I'll Just Bleed Your Face – 3:12
11. I Want to Choke Your Band – 2:06
12. Tomorrow Never Comes – 3:55